# Туманган (станция)
Туманган (кор. 두만강역?, 豆滿江驛?) — пограничная железнодорожная станция Корейских государственных железных дорог. Названа по одноимённому рабочему посёлку, в котором расположена.

## Описание
Станция является единственным пограничным переходом с Корейских государственных железных дорог на сеть РЖД. В связи с различной шириной колеи в России и КНДР на станции действует пункт перестановки тележек с 1435 мм на 1520 мм. По состоянию на 2011 год через пункт перестановки тележек проходил 1 беспересадочный вагон сообщением Пхеньян-Главный — Москва-Ярославская. В 2012 году запущен беспересадочный вагон Туманган — Москва. 
На станции заканчивается контактная сеть (со стороны Насона), использующая напряжение 3 кВ, принятое на Корейских государственных железных дорогах. К югу от восточной горловины станции располагается парк отстоя северокорейских электровозов. 
В 2011 году в рамках реконструкции линии Хасан — Туманган — Наджин через станцию проложен путь совмещённой колеи 1520/1435 мм, по участку прошёл пробный поезд.

## Деятельность
По станции производится оборот пассажирских поездов № 7/8 сообщением Пхеньян — Туманган и 651/652 Уссурийск — Туманган. В составе этих поездов курсирует беспересадочный вагон Корейских государственных железных дорог сообщением «Москва — Пхеньян», перецепляемый в Тумангане между этими поездами, а также два беспересадочных вагона Российских железных дорог сообщением «Москва — Туманган». Пассажиры поезда 651/652 проходят таможенный контроль на станции.

## Факты
- Станция являлась последним северокорейским пунктом на пути следования бронепоезда руководителя КНДР Ким Чен Ира во время его официальных визитов в Россию в 2001 и 2011 годах[3].
- Иностранцы, как и граждане КНДР, могут въезжать в страну и выезжать из неё через пограничный пункт на станции. Турфирмы организуют как групповые, так и индивидуальные поездки в Насон, куда туристы — граждане России могут ездить без визы. В сентябре 2008 года двум туристам из Европы впервые удалось совершить путешествие на поезде до Пхеньяна через Туманган, несмотря на то, что на тот момент туристам следование по данному маршруту не было официально разрешено[4]. В настоящее время этот маршрут официально открыт для иностранных туристов, они могут следовать до Пхеньяна в международном прицепном вагоне сообщением «Москва — Пхеньян». Летом 2019 года маршрутом воспользовался первый русский турист[5].